# Stanisław Neyman (rotmistrz)
Stanisław Neyman (ur. 28 kwietnia 1901 w Szczytnikach, zm. ?) – rotmistrz Wojska Polskiego, uczestnik powstania wielkopolskiego, wojny polsko-bolszewickiej i II wojny światowej, kawaler Orderu Virtuti Militari.

## Życiorys
Urodził się 28 kwietnia 1901 w majątku Szczytniki, w ówczesnym powiecie śremskim Prowincji Poznańskiej, w rodzinie Juliana i Antoniny z Gałdyńskich. Od 1909 do 1918 uczęszczał do Królewskiego Gimnazjum w Śremie, w którym zdał maturę. Uczestnik walk w powstaniu wielkopolskim, a później żołnierz 3 pułku ułanów wielkopolskich, w którym walczył na froncie polsko–bolszewickim. Odznaczony Orderem Virtuti Militari za obronę dworca w Malinie 24 czerwca 1920. 
Od 4 sierpnia 1921 do 7 lipca 1922 był uczniem kursu unitarnego (klasy 41 i 44) w Szkole Podchorążych. Następnie został skierowany do Oficerskiej Szkoły Jazdy w Grudziądzu. 14 września 1923 został mianowany na stopień podporucznika ze starszeństwem z 1 września tego roku i 8. lokatą w korpusie oficerów jazdy i wcielony do 14 pułku ułanów we Lwowie. 21 grudnia 1925 prezydent RP nadał mu stopień porucznika z dniem 1 września 1925 w korpusie oficerów kawalerii i 8. lokatą. 12 marca 1933 został mianowany rotmistrzem ze starszeństwem z 1 stycznia 1933 i 33. lokatą w korpusie oficerów kawalerii. W latach 1936–1939 był dowódcą szwadronu kawalerii KOP „Kleck”. W kampanii wrześniowej dowodził szwadronem kawalerii dywizyjnej nr 49. Po zakończeniu walk dostał się do niewoli niemieckiej, osadzony w Oflagu VII A Murnau. Po zakończeniu wojny zamieszkał w Wielkiej Brytanii. Był żonaty, nie miał dzieci.

## Ordery i odznaczenia
- Krzyż Srebrny Orderu Virtuti Militari nr 4032 (4045) – 30 czerwca 1921[8][9]
- Srebrny Krzyż Zasługi – 25 maja 1929 „za zasługi na polu wyszkolenia wojska”[10][11]
- Medal Pamiątkowy za Wojnę 1918–1921[12]
- Medal Dziesięciolecia Odzyskanej Niepodległości[12]